# Saint-Pierre-la-Vieille

Saint-Pierre-la-Vieille este o comună în departamentul Calvados, Franța. În 1 ianuarie 2018 avea o populație de 333 de locuitori.